# کبگان
کَبگان، روستایی است از توابع بخش کاکی شهرستان دشتی در استان بوشهر جنوب ایران.
این روستا مرکز دهستان کبگان است.

## جمعیت
بر اساس سرشماری سال ۱۳۸۵ آمار رسمی جمعیت روستا ۲۳۱ نفر (با ۵۹ خانوار) می‌باشد.